# Krešimir Ćosić
Krešimir Ćosić (Zagreb, 26 de novembro de 1948 - Baltimore, 25 de maio de 1995) foi um basquetebolista croata que representou a Jugoslávia em competições internacionais. É considerado o primeiro grande jogador dos balcãs sendo um dos primeiros europeus a jogar na NCAA no BYU Cougars e a entrar no Draft da NBA tendo sido escolhido na 84ª opção pelo Los Angeles Lakers.